# Nicolae G. Socolescu
Pour les articles homonymes, voir Socolescu.
Nicolae G. Socolescu (né Niculae Gheorghe Socol) est un architecte néo-classique et baroque roumain du XIXe siècle.

## Biographie
Originaire de Transylvanie, en Autriche-Hongrie, natif du village de Berivoiul Mare (ro),, dans le pays de Făgăraș, il s'établit en Valachie (Roumanie) à Ploiești, ainsi que ses quatre frères, tous constructeurs, vers 1840-1846,. Il a étudié l'Architecture à Vienne,. C'est en 1846 qu'il commence sa carrière d'architecte maître d’œuvre,. Après avoir quitté l'Empire Austro-hongrois pour la Roumanie, dès son arrivée à Ploiești, il change son nom pour Nicolae G. Socolescu,.
Il est l'un des principaux architecte bâtisseur du comté de Prahova au milieu du XIXe siècle.
Il meurt en 1872 et est enterré dans la cour de l'église Sfântul Spiridon, à Ploiești,.

### Généalogie
La famille Socol de Berivoiul Mare (ro), anciennement partie du territoire de Făgăraș ou Pays de Făgăraș, est une branche de la famille Socol de Munténie (Muntenia), qui a ses racines dans le județ de Dâmbovița.
Un 'Socol', grand boyard et gendre de Michel Ier le Brave (1557-1601), avait deux fondations religieuses dans le județ de Dâmbovița, encore existantes, celles de  Cornești et Răzvadu de Sus. Il fit construire leurs églises (ainsi qu'une autre église dans la banlieue de Târgoviște).
Ce boyard fut marié à Marula, fille de Tudora din Popești aussi appelée Tudora din Târgșor, sœur du Prince Antonie-Vodă. Marula fut reconnue par Mihai Viteazul comme sa fille illégitime, issue d'une liaison extra-maritale avec Tudora. Marula est enterrée dans l'église de Răzvadu de Sus, où, sur une dalle de pierre richement sculptée, son nom peut être lu.
Nicolae Iorga, le grand historien roumain et ami de son petit-fils Toma T. Socolescu, a trouvé des ancêtres Socol parmi les fondateurs de la Ville de Făgăraș au XIIe siècle. En 1655, le Prince de Transylvanie Georges II Rákóczi anoblit un ancêtre de Nicolae G. Socol : « Ștefan Boier din Berivoiul Mare et par lui sa femme Sofia Spătar, son fils Socoly, ainsi que leurs héritiers et descendants de quelque sexe que ce soit, à être traités et considérés comme de véritables et indéniables NOBLES. », en remerciement pour ses offices de courrier du Prince dans les Carpates, fonction « qu'il a rempli fidèlement et avec constance pendant de nombreuses années, et surtout en ces temps orageux[..] »,. Vers 1846, cinq frères Socol viennent en Munténie, depuis Berivoiul Mare (ro), dans le territoire de Făgăraș.

« Cinq frères ont traversé les montagnes, tous bâtisseurs, venant de la région de Făgăraș, un village au pied des montagnes, Berivoiul mare (ro), où aujourd'hui encore le nom de Socol est répandu, et où l'on dit qu'un de leurs ancêtres serait venu de Munténie, à savoir de la région de Târgoviște, qui est le foyer de la famille Socol, étant jusqu'à aujourd'hui, près de Târgovişte, Valea lui Socol, ainsi que leurs deux églises fondatrices, à Răzvadu de Sus et à  Cornești,. »

 L'un de ces cinq frères est l'architecte Nicolae Gh. Socol (?? - décédé en 1872). Il s'installa à Ploiești vers 1840-1845 et se nomma Socolescu. Marié avec Iona Săndulescu, issue de la banlieue Saint Spiridon (Sfântu Spiridon), il eut une fille (décédée en bas âge) et quatre garçons,, d'entre lesquels deux grands architectes : Toma N. Socolescu, ainsi que Ion N. Socolescu (ro). La lignée des architectes se prolonge avec Toma T. Socolescu, fils de Toma N. Socolescu, ainsi que son fils Barbu Socolescu.
l'historien, cartographe et géographe Dimitrie Papazoglu (ro) évoque, en 1891, la présence de boyards roumains du premier rang Socoleşti, à Bucarest, descendants de Socol de Dâmbovița. Enfin Constantin Stan fait également référence, en 1928, à l'origine précise de Nicolae Gheorghe Socol : 

« Au pied des Carpates, sur la rive droite du ruisseau du même nom, se trouve la commune de Berivoii-mari (ro) [...], l'un des plus anciens villages du foyer d'Olt [...]. Les habitants sont composés de serfs et d'anciens boyards. [...], et les familles de boyards roumains étaient : Socol, Boyer, Sinea et Răduleț, soldats ayant le privilège de garde-frontière.[...] La famille G. Streza Socol a donné naissance à Nicolae Socol, un architecte diplômé de Vienne, qui a mis pied à terre dans la ville de Ploeşti, avec plusieurs de ses frères vers le milieu du siècle dernier. »

## Œuvre architecturale
L'époque à laquelle Socol s'installe en Valachie correspond à une volonté politique et culturelle, très largement partagée dans le pays, de rapprochement de l'occident et d'éloignement de la culture orientale. Une véritable volonté d'assimilation des valeurs occidentales infuse toute la société roumaine. L'architecture en a évidemment été l'une des expressions les plus visibles. Ainsi, la demande de constructions de style néo-classique ou baroque, architectures en vogue en Europe occidentale, prend rapidement le dessus sur les autres. À cela il faut ajouter le contexte très favorable d'une ville en plein essor économique et commercial (construction des premières usines et raffineries de pétrole).

Appliquant les concepts et le style appris lors de ses études d’architecture viennoises, les œuvres de Socol sont néo-classiques et néogothiques mais aussi éclectiques.
Il est le premier architecte roumain installé à Ploiești, et ayant pratiqué 30 ans l'architecture dans la région dès 1840,. La plupart des architectes exerçant en Roumanie à l’époque sont étrangers, souvent de Transylvanie, et peu atteignent le niveau des architectes étrangers amenés par les princes et souverains de l'époque,. Il faut rappeler que la première formation en architecture dans le pays ne date que de 1864, par la création de la section d'Architecture au sein de l’École des Beaux-Arts, une section créée par l'architecte Alexandru Orăscu,.
L'architecte a répondu à une forte demande d'occidentalisation et aussi de transformation des auberges traditionnelles (hanul) en maison plus confortable avec étage, voire en hôtels haut de gamme. Il construit par ailleurs de nombreux magasins et boutiques pour les marchands de Ploiești.
Il est aussi l'un des fondateurs et constructeur de l'église Sfântul Spiridon, dans le faubourg proche du centre de la ville, où il a vécu,.

### Constructions à Ploiești
- La maison familiale située dans le faubourg de Ploiești dénommé Sfântul Spiridon[a 9],[c 5],[d 8], vers 1846. Elle est détruite lors de la construction des Halles Centrales (ro) dans les années 1930[b 6].
- L’hôtel Europa, à l'origine boutiques au rez-de-chaussée et appartements d'habitation à l'étage[a 10],[c 5],[d 9], construit pour les frères Radovici, personnages qui jouent un rôle politique de premier plan à l'époque : Alexandru G. Radovici, homme politique d'envergure nationale qui est élu député, sénateur, maire de Ploiești, mais aussi ministre de l'industrie et du commerce et vice-président de la chambre des députés avant 1914, pour finir Directeur de la Banque Centrale pendant la guerre[d 10],[6], et son frère le Dr. Ioan G. Radovici[d 11]. Rénové plus tard puis rehaussé d'un étage et mansardé par son petit-fils Toma T. Socolescu avant 1914, Il est très endommagé par les bombardements américains de 1944, mal reconstruit, puis finalement détruit dans les années 1960-70 par les communistes pour faire place au palais administratif[f 1].
- L'hôtel Victoria, sur la strada Romană, qui demeure un temps propriété de Tane et Panait Tănescu[a 11],[d 12].

| Hôtel Carol, vers 1926.         | L'hôtel Victoria vers 1937. | L'hôtel Europa dans les années 1930. |
| Les hôtels de Niculae Gh.Socol. |                             |                                      |

- L'auberge d'Hagi Petre Buzilă ou Bujilă (hanul Hagi Petre Buzilă), en 1858, au croisement de la calea Câmpinii[7] et de la strada Romană[a 12],[d 13]. L'ancien Tribunal s'y installe en novembre 1860 en louant ses locaux[a 13],[d 14]. Elle est bombardée en 1944 puis détruite immédiatement après la guerre[f 2],[8].
- L'auberge d' Hagi Niţă Pitiși ou Hagi Niţă Pittiș, en 1857, située près des halles[a 14],[d 15]. Elle est du même style que l'auberge Hagi Petre Buzilă[a 12],[d 13]. En 1937, Toma T. Socolescu fait un descriptif du maître de maison[a 15],[d 16]: « Originaire de Transylvanie, il était un grand marchand installé sur la strada Lipscani; c'était un homme religieux, il fermait sa boutique pendant les offices religieux les dimanches et jours fériés, et il était très apprécié de ses concitoyens. Le bâtiment est encore conservé dans sa forme originale. » Le bâtiment est toujours intact en 1938. Endommagé par les bombardements de 1944, il est reconstruit dans un style complètement différent de celui d'origine (sans décorations et affublé d'un étage supérieur). Il finit par être démoli dans les années 1950, et remplacé par un bloc d'habitation communiste de sept étages, sans style[f 3].
- Une grande maison de boyard pour le commissaire Panaiote Filitis[a 16],[d 17], située calea Câmpinii[7]. Maison qu'il restaure aussi plus tard pour le nouveau propriétaire : Dumitru D. Hariton, maire de Ploiești de mai 1892 à août 1894[a 2],[d 2]. La bâtisse a été démolie depuis.
- Un magasin abritant plusieurs boutiques, situé à l'intersection de la calea Romană et la calea Câmpinii[7] pour Hagi Petre Buzilă, vers 1852[a 7],[d 5]. Son petit-fils Toma T. Socolescu décrit son architecture 70 ans plus tard dans son ouvrage Arhitectura în Ploești, studiu istoric[9] : « C'était l'un des édifices les plus réussis et les plus caractéristiques de ce style dit autrichien, mais qui avait le cachet de l'influence nord-italienne : un néo-gothique, à l'ornementation riche et fine, sous des corniches de même que dans les tympans des arcs, et qui aurait mérité d'être gardé, d'autant plus qu'il était encore très bien conservé[a 7],[d 5]. » La moitié est détruite ultérieurement pour une autre construction. Il n'existe plus de nos jours[10].

| Auberge de Hagi Niţă Pitiși.      | Auberge de Hagi Petre Buzilă. | Auberge de Hagi Petre Buzilă, aile. |
| Les auberges de Niculae Gh.Socol. |                               |                                     |

### Constructions hors de Ploiești

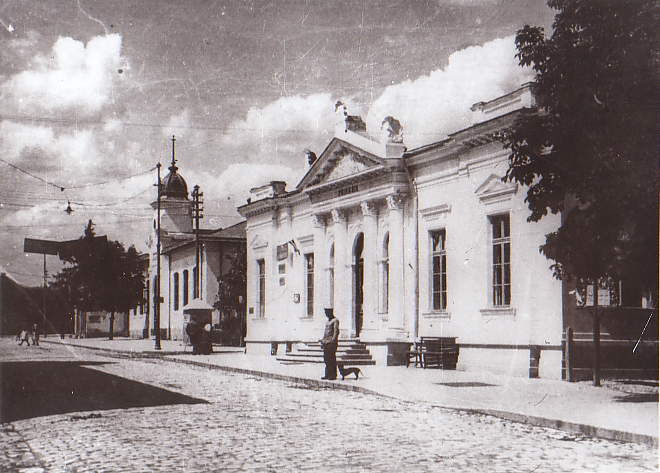
Mairie de Câmpina vers 1900, anciennement demeure de Zaharia Carcalechi.

- À Câmpina, vers 1850, la maison Zaharia Carcalechi (ro), originaire de Brașov, journaliste et éditeur. Elle devient plus tard, en 1877, la mairie de Câmpina[a 2],[d 2]. Restaurée par son fils Toma N. Socolescu vers 1880[c 1], elle est située à l'intersection de l'avenue Doftanei[11], et du boulevard central de la ville, le boulevard Carol I[12]. Elle est démolie et une autre mairie est construite sur le même lieu, en 1922[13].
- Le palais de la famille Bărcănescu ou palatul Bărcănescu dans la commune de Bărcănești[a 2],[d 2].
- De nombreux immeubles à Târgoviște[a 2],[d 2].

### Œuvres attribuées
L'absence d'archives et de traces écrites au XIXe siècle rend difficile l'attribution de certaines œuvres. Cependant le travail de Toma T. Socolescu dans son étude historique sur l'architecture de Ploiești, et en particulier ses recherches vers 1937 dans les archives du tribunal de la ville, ainsi que dans celles de la mairie, afin de retrouver des éléments probants sur les constructions anciennes, permet d'attribuer d'autres œuvres à l'architecte. L'auteur de l'étude, fin connaisseur de l'architecture roumaine à partir du XVIIIe siècle, fait une analyse du style des bâtiments et se repose sur des témoignages de descendants, :

« D'après leur architecture, d'après l'époque à laquelle elles ont été construites, et d'après l'affirmation du vieil homme V. Pitişi, fils de Hagi N. Pitişi, je peux affirmer avec certitude que ces deux auberges, qui sont indéniablement faites du même architecte, et le bâtiment de l'hôtel Moldavia, la maison I. Radovici telle qu'elle était (aujourd'hui l'hôtel Carol), la maison des frères I. et G. Radovici (aujourd'hui hôtel Europa), restaurée par mes soins, l'ancien hôtel Victoria (Fig. 65) autrefois propriété de Tane et Panait Tănescu, l'ancienne maison Panaiote Filitis sur la calea Câmpinii, plus tard de D. D. Hariton, — également sur la rue Câmpinii, la maison Petrache Filitis, plus tard de N. Rășcan, l'église Sfântul Spiridon, la rangée de boutiques P. P. Panțu, aujourd'hui transformée en façade, anciennement propriétés d'Hagi Jecu et bien d'autres dans le même style et de la même époque ont été construits - aussi bien les plans ainsi que l'exécution, comme il était d'usage à l'époque, par Nicolae G. Socolescu (à l'origine Socol), architecte de construction. »

Nous pouvons ainsi lister les œuvres attribuées à Nicolae Gheorghe Socolescu par Toma T. Socolescu :
- L'hôtel Moldavia, issu de la transformation d'une auberge de poste pour la famille de Nica Filip, toujours sur pieds en 1937[a 18],[d 18],[e 6].
- L'hôtel de luxe Carol Palace après transformation de la demeure du Dr I. Radovici[a 19],[d 19]. Situé à l'intersection des strada Unirii et strada Romană. Il est détruit par les communistes dans les années 1980 pour faire place à l'extension du nouveau bâtiment des télécommunications, ce dernier est à son tour abandonné dans les années 2000[f 4].
- La maison Petrache Filitis[a 2],[d 2], sur la calea Câmpinii[7], au croisement de la strada Carpați, devenue plus tard celle de N. Rășcan. Dégradée au fil du temps par une succession d'évènements tragiques : le tremblement de terre de 1940, les bombardements américains de 1944, puis la dépossession par les communistes, elle finit comme la plupart des maisons non entretenues ni consolidées par les communistes : détruite dans les années 1980[f 5].
- L'église Sfântu Spiridon dans le faubourg du même nom qu'il habitait[a 2],[d 2]. L'église est consacrée le 11 décembre 1854[a 1],[d 1]. Le nom de l'architecte apparaît, parmi les bienfaiteurs, sur une pisanie (plaque de pierre gravée) située au dessus de la porte de l'église[e 7].
- Une rangée de boutiques pour P. P. Panţu, anciennement propriétés d'Hagi Jecu, dont les façades sont transformées ultérieurement[a 2],[d 2].
- Deux bâtiments construits par Nicolae Socol et son fils Toma N. Socolescu sur la strada I. G. Duca (devenue Romană), la première au coin avec la strada Negustori, ayant boutiques au rez-de-chaussée, et la seconde une petite maison d'habitation sur la même rue I. G. Duca au n° 108. Sur leur frontispice, sont dessinés les deux lions retrouvés dans d'autres édifices de l'époque, le tout dans un style néo-classique délicat[a 20],[d 20]. La première maison située désormais au coin des strada Romană et de la strada Ştefan Greceanu, est toujours visible, il s'agit de l'auberge Călugăru ou hanul Călugăru. L'aile située strada Romană est bien reconnaissable[a 21],[d 21], avec sa grille d'entrée inchangée depuis l'origine, même si le fronton de l'entrée des charrettes et carrosses a été défiguré. Cette construction serait donc la seule encore existante et reconnaissable aujourd'hui à Ploiești, réalisée par Niculae Gheorghe Socol.

| Hanul Călugăru, en 1937. | Hanul Călugăru, en 2025. |
| Hanul Călugăru.          |                          |

## Héritage
Influencé par les styles classiques et baroques autrichiens qu'il a pu observer à Vienne, Nicolae G. Socolescu reste un architecte néo-classique.
En Roumanie, dans le monde de l'architecture, il est parmi les premiers architectes roumains actifs, au XIXe siècle. Il participe au mouvement de modernisation du pays dans l'architecture et la construction civile. Comme les architectes de son époque, tous formés en Europe de l'Ouest, il transmet au pays ce qu'il a vu et appris lors de son séjour à Vienne. Les styles venus de l'occident et très marqués culturellement: néo-classique, baroque, italien ou néo-gothique, sont très prisés par les commerçants de Prahova, ses principaux clients, avides eux-aussi de s’occidentaliser et désireux de se détacher de  l'influence orientale et en particulier de celle de l'ancien protecteur : l'empire ottoman, dont le pays est alors en train de se libérer totalement.
Socol marque Ploiești de son style pendant près de 100 ans (1846 à 1944), et son art, au travers de l'hôtel Carol, est encore présent jusqu'en 1980, avant la  systématisation de Ceaușescu.
La quasi-totalité de ses œuvres ont été malheureusement détruites ou radicalement transformées au fil du temps, et des évènements tragiques qu'a dû traverser la Roumanie ainsi que des modernisations du XXe siècle. La construction des halles Centrales (1929-1935) a d'abord nécessité la destruction de certaines de ses œuvres. Ce sont les bombardements américains de 1944 qui détruisent une partie substantielle de ses réalisations, alors debout pour la plupart d'entre-elles. Enfin, la  systématisation communiste donne le coup de grâce et efface la presque totalité des traces visibles de son travail architectural. Seul persiste le bâtiment de l'ancienne auberge Călugăru, à Ploiești.
Socol a toutefois posé les fondations de l'activité créatrice et novatrice de ses descendants : Toma N., Ion N. puis Toma T. Socolescu. Son aisance financière a aussi été un marchepied pour ses deux fils qui ont repris le flambeau de l'architecture : Ion N. Socolescu et Toma N. Socolescu et marquent profondément l'architecture roumaine.
| Magasin d'Hagi Petre Buzilă.       | Plan du magasin d'Hagi Petre Buzilă. |
| Les boutiques de Niculae Gh.Socol. |                                      |

## Autres sources
- (ro) Documents officiels des institutions roumaines, dont le journal officiel roumain (Monitorul Oficial).
- (ro) Bibliothèque de l'université d'architecture et d'urbanisme Ion Mincu[25].
- (ro) Bibliothèque Centrale Universitaire Carol I de Bucarest[26].
- et  Archives de la famille Socolescu (Paris, Bucarest) dont un fonds photographique.
- (ro) Lucian Vasile, historien, conseiller supérieur au Conseil National d'Etude des Archives de la Securitate (CNSAS) depuis 2025, ancien expert et chef de bureau à Institut d'enquête sur les crimes du communisme et la mémoire de l'exil roumain (IICCMER), Président de l'Association pour l'Éducation et le Développement Urbain (AEDU)[27],[28], auteur du site spécialisé sur la ville de Ploiești et son histoire : RepublicaPloiesti.net.